# Deinopis
Deinopis és un gènere d'aranyes araneomorfes de la família dels dinòpids (Deinopidae). Les espècies d'aquest gènere es troben des de Sud-amèrica fins als Estats Units, l'Àfrica subsahariana, la Àsia meridional, Sud-oriental i Oceania. El seu sobrenomena en anglès, ogre faced spider (aranya cara d'ogre), a causa dels seus dos enormes ulls mitjans que li donen un aire terrible.
La denominació d'aquest gènere, Deinopis, fou creada per William Sharp Macleay l'any 1839. El nom deriva dels grec deinos (esgarrifós) i opis ("aparença"); té relació amb la denominació ogre faced spider. L'any 1846, Louis Agassiz esmenà l'ortografia poc encertadament en Dinopis i fou utilitzada durant més d'un segle, fins que passà a ser considerada una sinonímia.

## Descripció

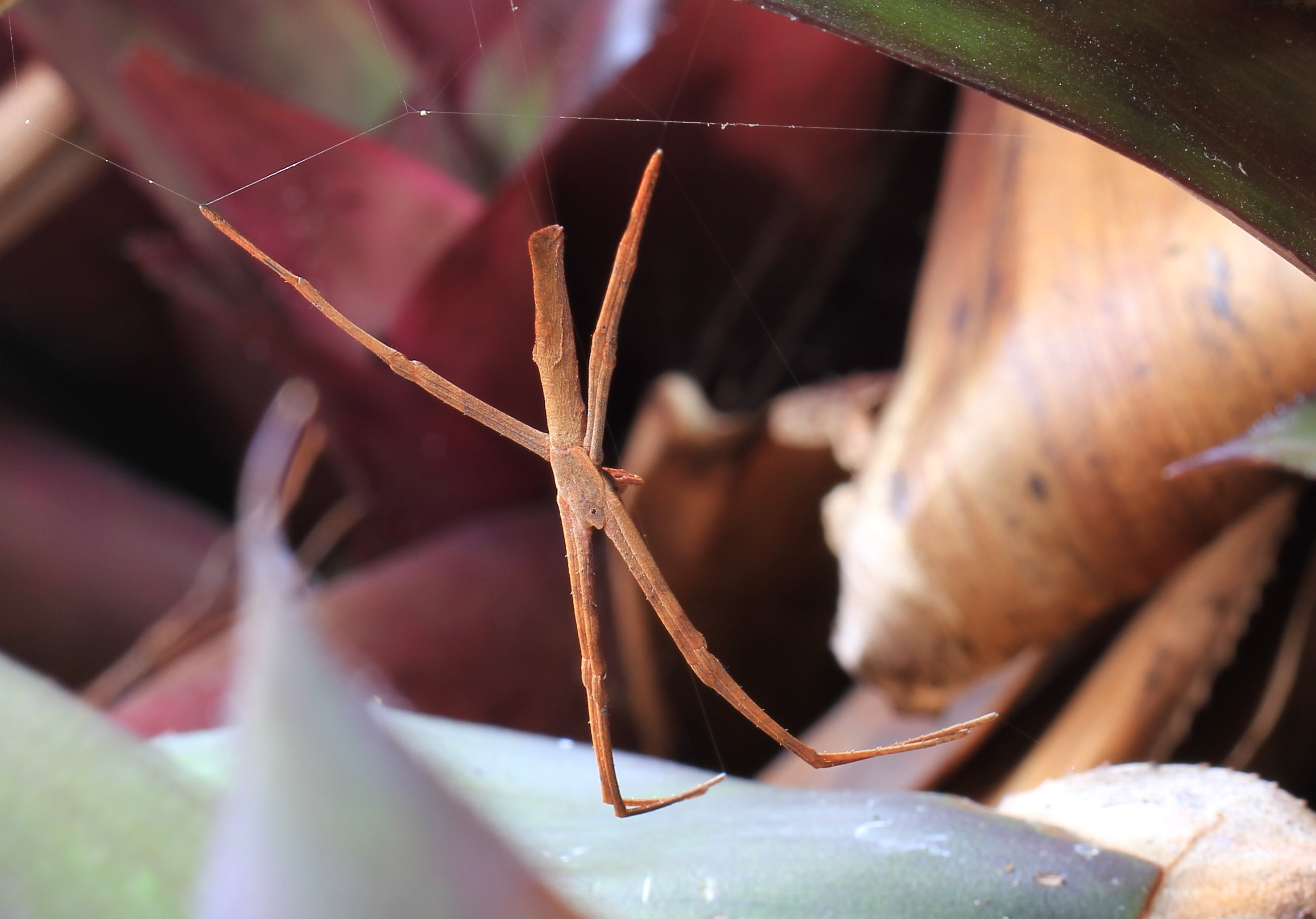
Deinopis subrufa

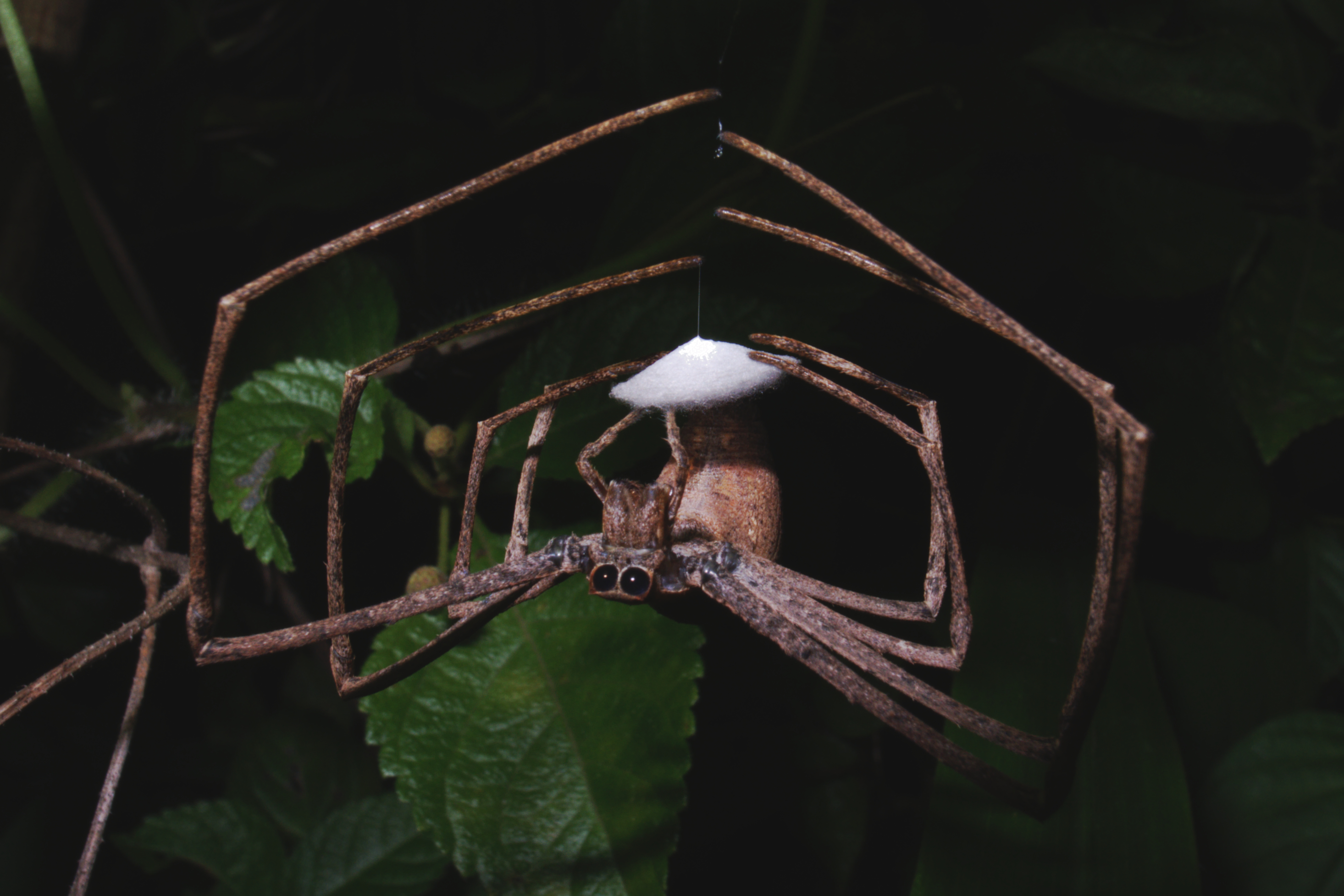
Femella de Deinopis sp.

Els mascles mesuren de 12 a 23 mm i les femelles de 15 a 28 mm. L'abdomen d'aquest efectiu és relativament llarg i prim, i el cefalotòrax és petit.
La seva tècnica de caça és original: en comptes de teixir una tela estàtica i esperar que les preses caiguin embolicades, l'aranya teixeix una petita tela entre branques d'arbust amb de la seda altament adhesiva i elàstica, que llença a continuació sobre la seva presa, d'on el seu nom de «aranya gladiador», en anglès «gladiator spiders». A continuació envolta la seva presa en aquesta tela estrenyent-la molt fort per tal d'asfixiar l'insecte.

## Taxonomia
El gènere Deinopis, segons el World Spider Catalog del 27 de juny de 2018 (versió 19.0), comprèn les següents espècies:
- Deinopis amica Schiapelli & Gerschman, 1957
- Deinopis anchietae Brito Capello, 1867
- Deinopis armaticeps Mello-Leitão, 1925
- Deinopis aruensis Roewer, 1938
- Deinopis aspectans Pocock, 1900
- Deinopis aurita F. O. Pickard-Cambridge, 1902
- Deinopis biaculeata Simon, 1906
- Deinopis bituberculata Franganillo, 1930
- Deinopis bucculenta Schenkel, 1953
- Deinopis camela Thorell, 1881
- Deinopis celebensis Merian, 1911
- Deinopis cornigera Gerstäcker, 1873
- Deinopis cylindracea C. L. Koch, 1846
- Deinopis cylindrica Pocock, 1898
- Deinopis diabolica Kraus, 1956
- Deinopis fasciata L. Koch, 1879
- Deinopis fasciculigera Simon, 1909
- Deinopis fastigata Simon, 1906
- Deinopis giltayi Lessert, 1930
- Deinopis goalparaensis Tikader & Malhotra, 1978
- Deinopis granadensis Keyserling, 1879
- Deinopis guasca Mello-Leitão, 1943
- Deinopis gubatmakiling Barrion-Dupo & Barrion, 2018
- Deinopis guianensis Taczanowski, 1874
- Deinopis guineensis Berland & Millot, 1940
- Deinopis kollari Doleschall, 1859
- Deinopis konplong Logunov, 2018
- Deinopis labangan Barrion-Dupo & Barrion, 2018
- Deinopis lamia MacLeay, 1839
- Deinopis liukuensis Yin, Griswold & Yan, 2002
- Deinopis longipalpula Strand, 1913
- Deinopis longipes F. O. Pickard-Cambridge, 1902
- Deinopis luzonensis Barrion-Dupo & Barrion, 2018
- Deinopis madagascariensis Lenz, 1886
- Deinopis mediocris Kulczyński, 1908
- Deinopis ornata Pocock, 1902
- Deinopis pallida Mello-Leitão, 1939
- Deinopis pardalis Simon, 1906
- Deinopis plurituberculata Mello-Leitão, 1925
- Deinopis ravida L. Koch, 1879
- Deinopis reticulata (Rainbow, 1899)
- Deinopis rodophthalma Mello-Leitão, 1939
- Deinopis schomburgki Karsch, 1878
- Deinopis schoutedeni Giltay, 1929
- Deinopis scrubjunglei Caleb & Mathai, 2014
- Deinopis seriata Simon, 1906
- Deinopis spinosa Marx, 1889
- Deinopis subrufa L. Koch, 1879
- Deinopis tabida L. Koch, 1879
- Deinopis tuboculata Franganillo, 1926
- Deinopis unicolor L. Koch, 1879